# رضا لک
رضا لک (زاده ۲۶ فروردین ۱۳۵۵) بازیکن سابق و مربی فوتسال اهل ایران است.

## فعالیت ورزشی
او به عنوان سرمربی دو بار شهید منصوری قرچک سالها  ۱۳۸۹، ۱۳۹۰  و یک بار گیتی‌پسند اصفهان سال  ۱۳۹۵ به مقام قهرمانی در لیگ برتر فوتسال ایران رسانده است. 
وی همچنین یک بار شهید منصوری قرچک و یک بار گیتی‌پسند اصفهان را به مقام نایب قهرمانی در لیگ قهرمانان فوتسال آسیا رسانده است.
لک سه بار به عنوان برترین مربی فوتسال ایران و یک بار به عنوان مربی اخلاق کشور انتخاب گردیده است.